# Drepanogynis strigulosa
Drepanogynis strigulosa là một loài bướm đêm trong họ Geometridae.